# Redington Shores
Redington Shores – miasto w Stanach Zjednoczonych, w stanie Floryda, w hrabstwie Pinellas.